# Halicyclops hurlberti
Halicyclops hurlberti is een eenoogkreeftjessoort uit de familie van de Halicyclopidae. De wetenschappelijke naam van de soort is voor het eerst geldig gepubliceerd in 1991 door Rocha C.E.F..